# Orthorhynchus pudicus
Orthorhynchus pudicus is een keversoort uit de familie Belidae. De wetenschappelijke naam van de soort is voor het eerst geldig gepubliceerd in 1899 door Lea.